# EHF-Pokal 2001/02
Am EHF-Pokal 2001/02 nahmen 59 Handball-Vereinsmannschaften teil, die sich in der vorangegangenen Saison in ihren Heimatligen für den Wettbewerb qualifiziert hatten. Es war die 21. Austragung des EHF-Pokals bzw. des IHF-Pokals. Titelverteidiger war SC Magdeburg. Die Pokalspiele begannen am 15. September 2001, das zweite Finalspiel fand am 28. April 2002 statt. Im Finale konnte sich THW Kiel gegen FC Barcelona durchsetzen.

## Modus
Alle Runden inklusive des Finales wurden im K.-o.-System mit Hin- und Rückspiel durchgeführt. In Runde 1 starteten 22 niedriger eingestufte Vereine in den Wettbewerb. Dazu stießen in Runde 2 weitere 13 Mannschaften, die sich ebenso in der vorangegangenen Saison in ihren Heimatligen qualifiziert hatten und die 8 Verlierer der 1. Runde der EHF Champions League 2000/01. In Runde 3 stiegen weitere 8 höher eingestufte Mannschaften ein, dazu kamen die 8 Verlierer der 2. Runde aus der Champions League.

## Runde 1
Die Hin- und Rückspiele fanden zwischen dem 15. September 2001 und 22. September 2001 statt.
|                        | Gesamt |                           | Hinspiel | Rückspiel |
| ---------------------- | ------ | ------------------------- | -------- | --------- |
| AS Filippos Verias     | 63:44  | Željezničar Sarajevo      | 32:15    | 31:29     |
| US Créteil HB          | 69:56  | Çankaya Belediyesi Ankara | 37:31    | 32:25     |
| HC Kehra Tallinn       | 39:46  | RK Mladost Bogdanci       | 23:24    | 16:22     |
| HC Mamuli Tbilisi      | 27:69  | Union Beynoise            | 15:31    | 12:38     |
| HC Tallas              | 48:58  | Uniwersytet Homel         | 22:22    | 26:36     |
| HC Portovik Juschne    | 58:28  | HB Dudelange              | 34:12    | 24:16     |
| Iskra Kielce           | 59:56  | Lusis Akademikas Kaunas   | 35:26    | 24:30     |
| HV Quintus             | 51:59  | Haukar Hafnarfjörður      | 26:29    | 25:30     |
| ASK Riga               | 57:54  | UHC Stockerau             | 32:32    | 25:22     |
| Dinamo Bukarest        | 44:43  | SPE Strovolou Nicosia     | 26:20    | 18:23     |
| GTU Shevardeni Tbilisi | 47:69  | SKP Frýdek-Místek         | 26:40    | 21:29     |

## Runde 2
Die Hin- und Rückspiele fanden zwischen dem 6. Oktober 2001 und 14. Oktober 2001 statt.
|                               | Gesamt  |                      | Hinspiel | Rückspiel |
| ----------------------------- | ------- | -------------------- | -------- | --------- |
| RK Moslavina Kutina           | 55:56   | RK Mladost Bogdanci  | 28:26    | 27:30     |
| RK Slovenj Gradec             | 63:48   | Union Beynoise       | 35:25    | 28:23     |
| Dinamo Astrachan              | 62:54   | SKP Frýdek-Místek    | 33:27    | 29:27     |
| Bodø HK                       | 38:40   | HC Eynatten          | 20:20    | 18:20     |
| HC Portovik Juschne           | 51:55   | BM Gáldar            | 29:25    | 22:30     |
| US Créteil HB                 | 47:50   | IFK Ystad HK         | 23:24    | 24:26     |
| THW Kiel                      | 71:36   | HC Gračanica         | 40:20    | 31:16     |
| RK Zeleznicar 1949 Nis        | 57:57 * | AS Filippos Verias   | 36:29    | 21:28     |
| GOG Gudme                     | 72:51   | SKA Minsk            | 35:24    | 37:27     |
| Kadetten Schaffhausen         | 50:46   | HC Granitas Kaunas   | 27:26    | 23:20     |
| HK Lokomotiv Warna            | 49:60   | Pallamano Conversano | 23:33    | 26:27     |
| Pestszentlörinc Elektromos SE | 49:59   | Bregenz Handball     | 27:25    | 22:34     |
| ABC Braga                     | 46:53   | A.C. Doukas School   | 26:22    | 20:31     |
| Uniwersytet Homel             | 38:62   | ASK Riga             | 19:26    | 19:36     |
| Iskra Kielce                  | 56:62   | Haukar Hafnarfjörður | 29:29    | 27:33     |
| HC Berchem                    | 56:67   | Dinamo Bukarest      | 26:35    | 30:32     |

## Runde 3
Die Hin- und Rückspiele fanden zwischen dem 9. November 2001 und 18. November 2001 statt.
|                      | Gesamt |                          | Hinspiel | Rückspiel |
| -------------------- | ------ | ------------------------ | -------- | --------- |
| Pallamano Trieste    | 54:60  | Dinamo Astrachan         | 27:28    | 27:32     |
| THW Kiel             | 59:57  | Prule 67 Ljubljana       | 33:25    | 26:32     |
| RK Slovenj Gradec    | 53:46  | ŠKP Sečovce              | 30:24    | 23:22     |
| Bregenz Handball     | 51:52  | TSV St. Otmar St. Gallen | 29:21    | 22:31     |
| IFK Ystad HK         | 42:55  | ZTR Saporischschja       | 19:26    | 23:29     |
| Steaua Bukarest      | 46:47  | Kadetten Schaffhausen    | 23:22    | 23:25     |
| ASKI Ankara          | 52:53  | A.C. Doukas School       | 28:29    | 24:24     |
| HV Aalsmeer          | 50:56  | Dinamo Bukarest          | 26:24    | 24:32     |
| FC Barcelona         | 69:57  | Haukar Hafnarfjörður     | 39:29    | 30:28     |
| GOG Gudme            | 67:43  | RK Split                 | 38:17    | 29:26     |
| SC Szeged            | 63:64  | BM Gáldar                | 33:28    | 30:36     |
| Wybrzeże Gdańsk      | 37:44  | RK Mladost Bogdanci      | 17:26    | 20:18     |
| ASK Riga             | 51:52  | Drammen HK               | 26:20    | 25:32     |
| HC Eynatten          | 38:56  | SG Wallau/Massenheim     | 20:27    | 18:29     |
| Pallamano Conversano | 47:59  | RK Sintelon              | 23:29    | 24:30     |
| TBV Lemgo            | 62:54  | AS Filippos Verias       | 39:26    | 23:28     |

## Runde 4
Die Hinspiele fanden am 8. und 9. Dezember 2001 statt, die Rückspiele am 15. und 16. Dezember 2001.
|                          | Gesamt |                       | Hinspiel | Rückspiel |
| ------------------------ | ------ | --------------------- | -------- | --------- |
| ZTR Saporischschja       | 51:52  | TBV Lemgo             | 28:22    | 23:30     |
| RK Mladost Bogdanci      | 41:63  | GOG Gudme             | 24:27    | 17:36     |
| RK Sintelon              | 66:54  | Kadetten Schaffhausen | 37:25    | 29:29     |
| Dinamo Astrachan         | 46:48  | BM Gáldar             | 28:26    | 18:22     |
| TSV St. Otmar St. Gallen | 51:72  | FC Barcelona          | 23:31    | 28:41     |
| SG Wallau/Massenheim     | 64:58  | RK Slovenj Gradec     | 32:23    | 32:35     |
| A.C. Doukas School       | 44:47  | Drammen HK            | 23:18    | 21:29     |
| THW Kiel                 | 64:48  | Dinamo Bukarest       | 33:27    | 31:21     |

## Viertelfinals
Die Hinspiele fanden am 23./24. Februar 2002 statt und die Rückspiele am 2./3. März 2002.
|                      | Gesamt |             | Hinspiel | Rückspiel |
| -------------------- | ------ | ----------- | -------- | --------- |
| SG Wallau/Massenheim | 56:49  | RK Sintelon | 32:22    | 24:27     |
| FC Barcelona         | 66:54  | Drammen HK  | 39:30    | 27:24     |
| BM Gáldar            | 64:53  | GOG Gudme   | 30:26    | 34:27     |
| THW Kiel             | 62:49  | TBV Lemgo   | 33:23    | 29:26     |

## Halbfinals
Die Hinspiele fanden am 23. März 2002 statt und die Rückspiele am 30./31. März 2002.
|              | Gesamt |                      | Hinspiel | Rückspiel |
| ------------ | ------ | -------------------- | -------- | --------- |
| FC Barcelona | 74:55  | BM Gáldar            | 41:23    | 33:32     |
| THW Kiel     | 63:59  | SG Wallau/Massenheim | 32:27    | 31:32     |

## Finale
Das Hinspiel in Kiel fand am 20. April 2002 statt, das Rückspiel in Barcelona am 28. April 2002.
|          | Gesamt |              | Hinspiel | Rückspiel |
| -------- | ------ | ------------ | -------- | --------- |
| THW Kiel | 60:57  | FC Barcelona | 36:29    | 24:28     |

### Hinspiel
20. April 2002 15.00 Uhr in Kiel, Ostseehalle, 9000 Zuschauer
THW Kiel: Andersson, Fritz – Wislander  (6), Preiß (2), Petersson (9/3), Bjerre, Lozano  (4), Petersen  (2), Lövgren (5/2), Scheffler (3), Fis, Olsson (5)
FC Barcelona: Barrufet, Svensson – Xepkin  (1), O’Callaghan (1), Masip (5), Hernández (2), Lapčević , Guijosa (8/6), Nagy (5), Ortega (1), Bojinović  (1), Entrerríos  (5)

### Rückspiel
28. April 2002, 18.30 Uhr in Barcelona, Palau Blaugrana, 5000 Zuschauer
FC Barcelona: Barrufet, Svensson – Xepkin  (1), O’Callaghan (2), Masip  (8/5), Hernández, Lapčević, Franzén, Guijosa (7/2), Nagy  (5), Ortega  (1), Entrerríos  (4)
THW Kiel: Andersson, Fritz – Wislander  (2), Preiß, Petersson (9/3), Bjerre (1), Lozano  (7), Petersen  , Lövgren (1), Scheffler  (1), Fis, Olsson  (3)